# 손봉숙
손봉숙(孫鳳淑, 1944년 3월 17일 ~ )은 대한민국 여성운동가 출신의 정치인이다. 대한민국 최초의 여성 중앙선관위원이다. 이후 동티모르가 인도네시아에서 독립해서 민주공화국이 되는 과정에서 1999년 8월 유엔 선거 관리 위원 중 한 명으로 활동했다.

## 생애
본관은 경주이며, 경상북도 영주 출신이다. 동생은 연극 연출가 손진책이며, 장녀는 한때 아리랑 TV 아나운서였던 프리랜서 아나운서 안정현이다.
동티모르는 452년 동안 포르투갈의 식민 지배를 받은 후 1975년 독립했지만 열흘 만에 인도네시아가 강제 점령하면서 24년 후인 1999년 8월 유엔 관리 하에 주민투표를 거쳐 독립을 가결했고 제헌 국회의원 선거를 거쳐 2002년 5월 20일 동티모르민주공화국을 선포했는데, 손봉숙은 주민투표할 때 유엔이 임명한 세 명의 선거 관리 위원 중 한 명이었다.

## 학력
- 영주여자고등학교 졸업
- 이화여자대학교 사회과학대학 정치외교학 학사
- 이화여자대학교 대학원 정치외교학 석사·박사
- 하와이 대학교 대학원 정치외교학 석사

## 경력
- 사단법인 한국여성정치연구소 이사장
- 사단법인 의회를 사랑하는 사람들 명예회장
- 정치개혁시민연대 공동대표
- 한국시민단체협의회 공동대표
- 중앙선거관리위원회 위원
- 동티모르 제헌국회의원선거 유엔 국제선거관리위원장
- 경희대학교 경영대학원 베스트우먼아카데미 원장
- 경희대학교 NGO 대학원 객원교수
- 범국민정치개혁협의회 위원
- 제17대 국회의원
- 민주당 수석 부대표
- 국회 문화관광위원회, 여성가족위원회, 장애인특별위원회, 방송통신특별위원회 위원

## 역대 선거 결과
|  | 7.09% |

|  | 36.80% |

## 같이 보기
- 대한민국 제17대 국회의원 선거 새천년민주당 후보 목록#비례대표